# Mariannenplatz

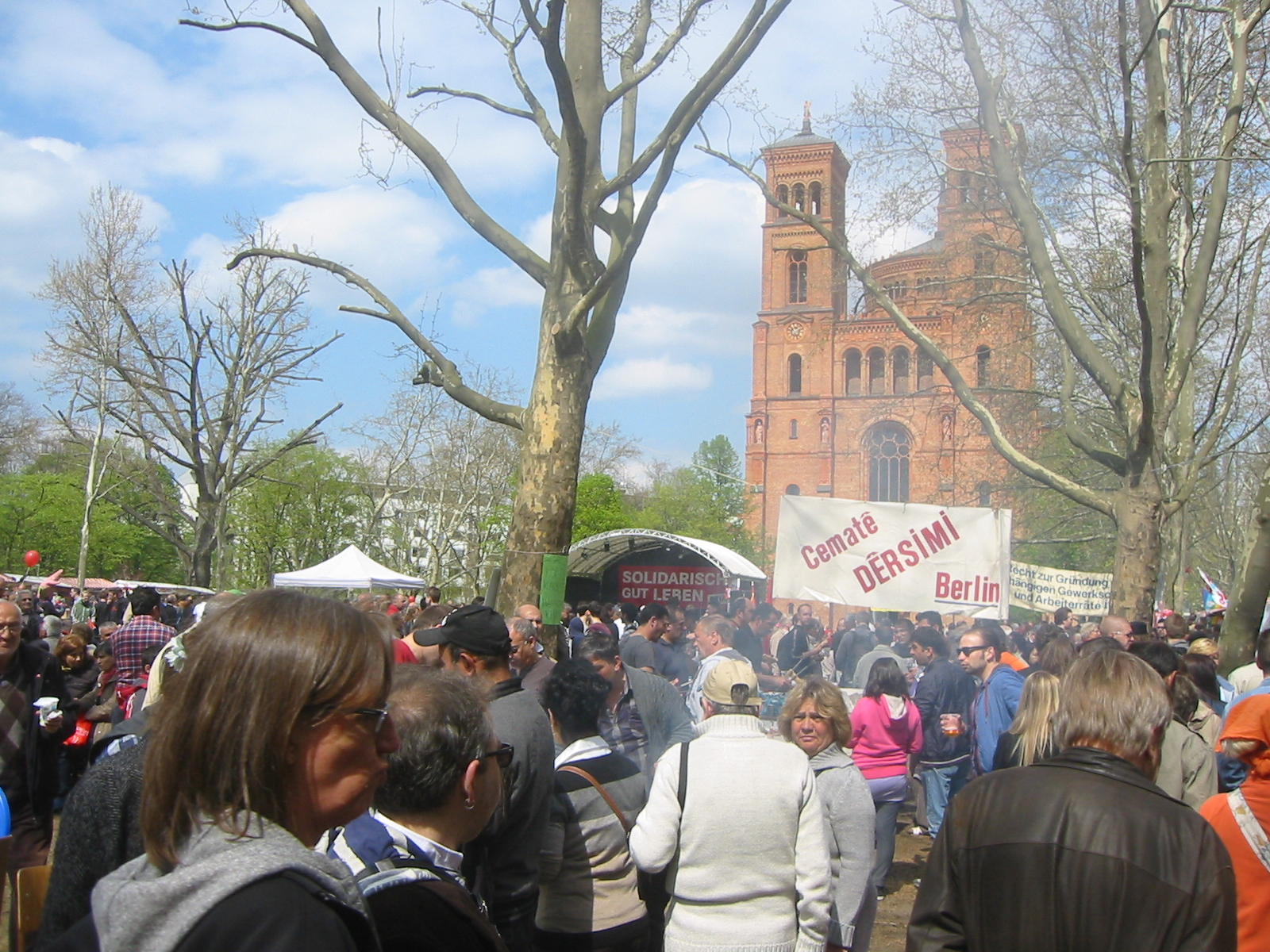
La foule durant Myfest 2013 sur la Mariannenplatz avec l'église Saint-Thomas en arrière-plan.

Mariannenplatz est une place de 30 000 m² à Berlin-Kreuzberg, située non loin de l'ancien tracé du Mur. Elle est située sur la Mariannenstraße entre la Waldemar- et la Wrangelstraße. Son nom provient de Marie-Anne-Amélie de Hesse-Hombourg dite Marianne de Prusse (1785–1846).
Aménagée entre 1841 et 1846, elle a reçu son nom actuel le 24 mars 1849. Elle est composée d'un vaste espace vert où ont lieu de nombreux rassemblements (dont Myfest), de l'église Saint-Thomas, de la cité d'artistes Bethanien et de différents sculptures et monuments.